# 2019年7月2日日食
2019年7月2日日食是一次日全食，發生於2019年7月2日（玻里尼西亞西北部的日偏食區域為7月3日）。新月當天（即朔日），地球上觀測到月球和太阳的角距離極小，此時月球如果恰好在月球交點附近，穿過太阳和地球之間，與地球、太阳接近一直線，則會出現日食。月球本影接觸地表而使該區域完全得不到陽光，就會形成日全食，同時在本影兩側數千公里的半影範圍內遮擋部分陽光，形成日偏食。此次日全食會經過皮特凯恩群岛的奧埃諾島、智利和阿根廷，日偏食則覆蓋玻里尼西亞大部分、南美洲大部分和中美洲南部。

此次日全食過程中月影在地表移動的動畫

## 日食概況

### 出現區域
本次日食開始時，月球本影在新西蘭查塔姆群島東北約1470公里處的南太平洋最先接觸地表，當地在日出時最先看到日全食。然後本影向東北移動，覆蓋英國海外領土皮特凯恩群岛中的奧埃諾島後，在復活節島以北約1070公里的洋面達到最大食分。此後本影轉向東南移動，從智利沿岸登上南美洲，在日落時分結束於阿根廷布宜諾斯艾利斯省東北部。全食帶均位於國際日期變更線以東，都在7月2日看到日全食。
本次月球本影經過的陸地依次包括：
- 皮特凯恩群岛：奧埃諾島；
- 智利：阿塔卡馬大區南部和科金博大區北部；
- 阿根廷：自西北向東南斜貫聖胡安省後經過拉里奧哈省南部和聖路易省北部，再斜貫科爾多瓦省南部和聖大非省南端後進入布宜諾斯艾利斯省北部，最終在該省東北部離開地表，此外，首都布宜諾斯艾利斯市位於全食帶北緣附近，能看到食分接近1的日偏食。[3][4]

除了狹窄的全食帶內能看見日全食之外，月球半影覆蓋範圍內都能看到日偏食，包括玻里尼西亞除萊恩群島北部、菲尼克斯群岛、夏威夷群島、霍倫群島、新西蘭以外的諸群島，南美洲除哥倫比亞北部、委內瑞拉中北部、蓋亞那、蘇利南、法屬圭亞那、巴西北部和東部外的大部分，及尼加拉瓜南部和巴拿馬。其中大部分位於國際日期變更線以東，在7月2日看到日食，剩下的部分在7月3日看到日食。

### 基本參數
- 類型：日全食
- 食甚中心處（位於復活節島以北約1070公里的南太平洋）資料：
  - 時間：2019年7月2日19:22:58.5
  - 地點：17°23.3′S 109°0.0′W / 17.3883°S 109.0000°W
  - 食分：1.0459（全食帶內最大）
  - 本影寬度：155.1公里
  - 日全食持續時間：4分32.8秒
- 全食最長處資料：
  - 時間：2019年7月2日19:24:10
  - 地點：17°23′S 108°37′W / 17.383°S 108.617°W
  - 本影寬度：200.7公里
  - 日全食持續時間：4分32.8秒（全食帶內最長）[6]

## 相片庫

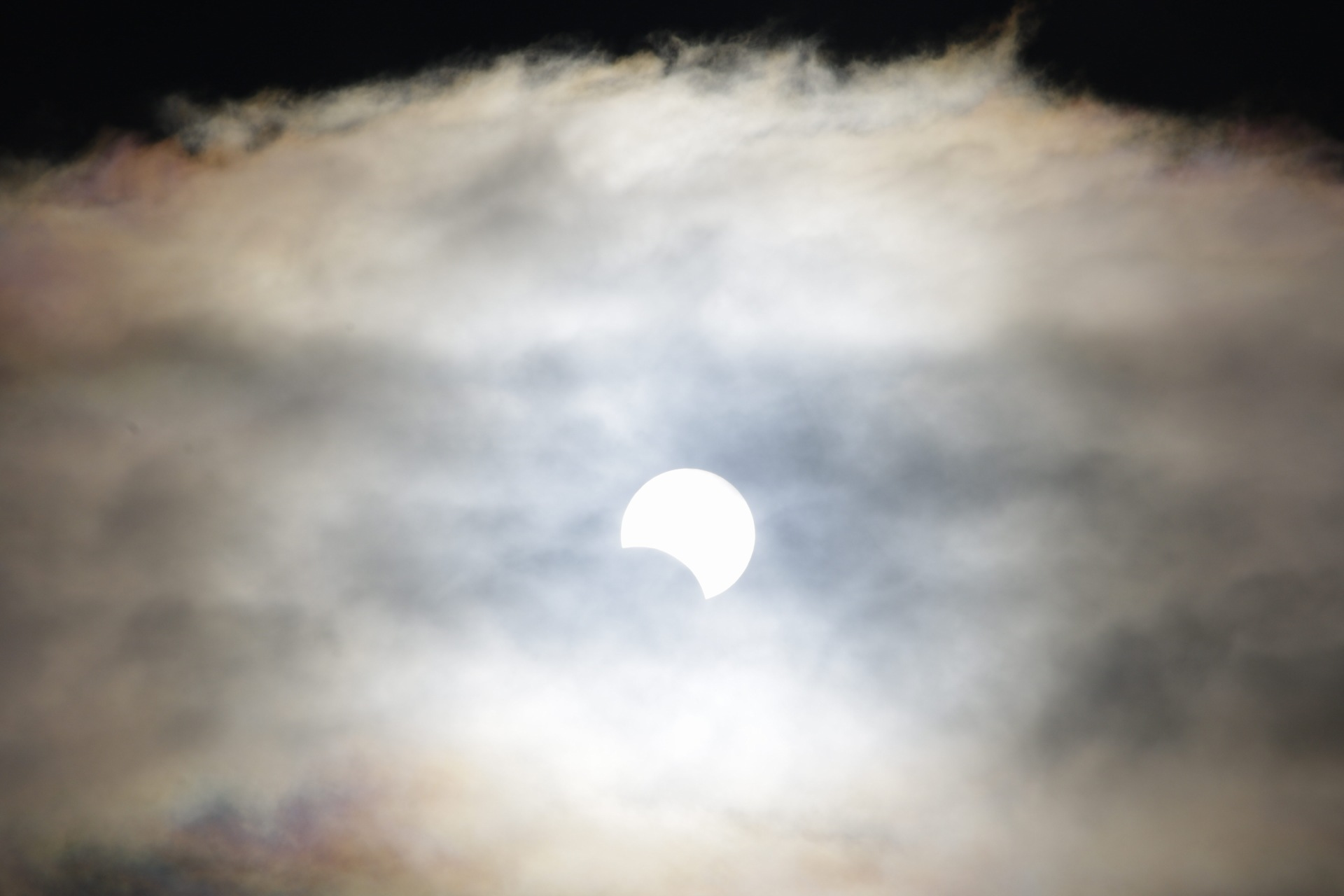
智利特木科，19:42 UTC
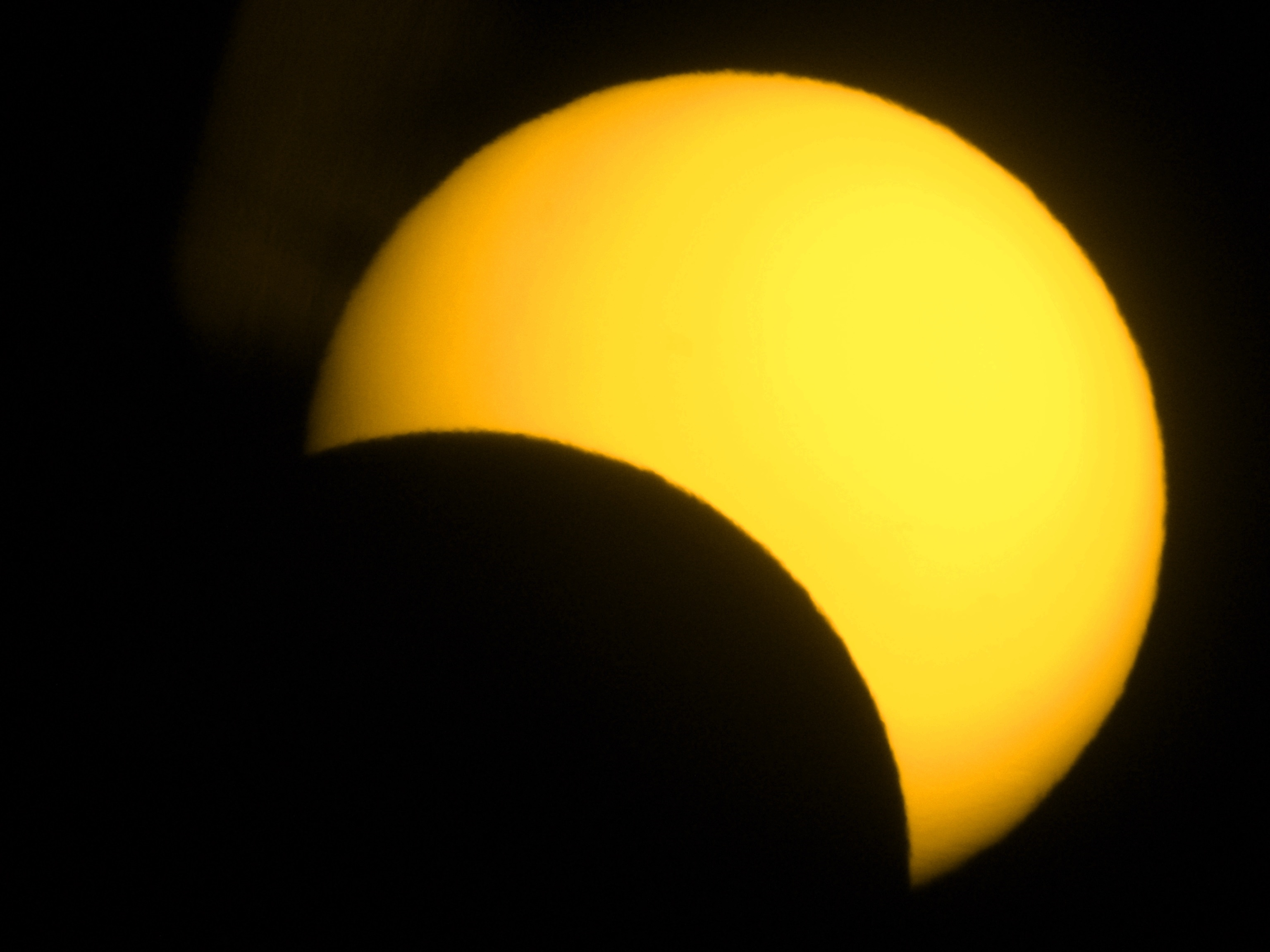
阿根廷布宜諾斯艾利斯，20:10 UTC
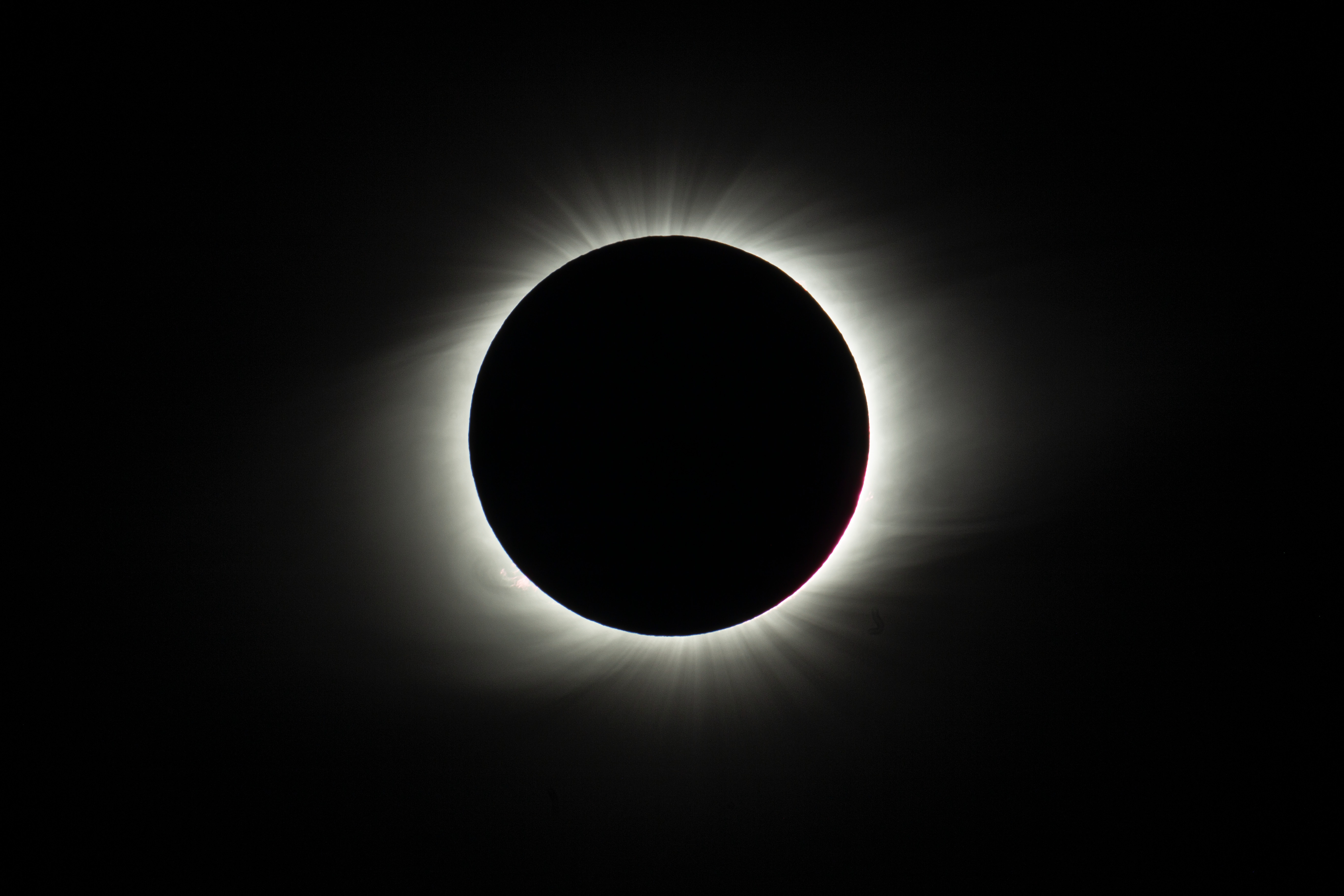
智利拉西拉天文台，20:39 UTC
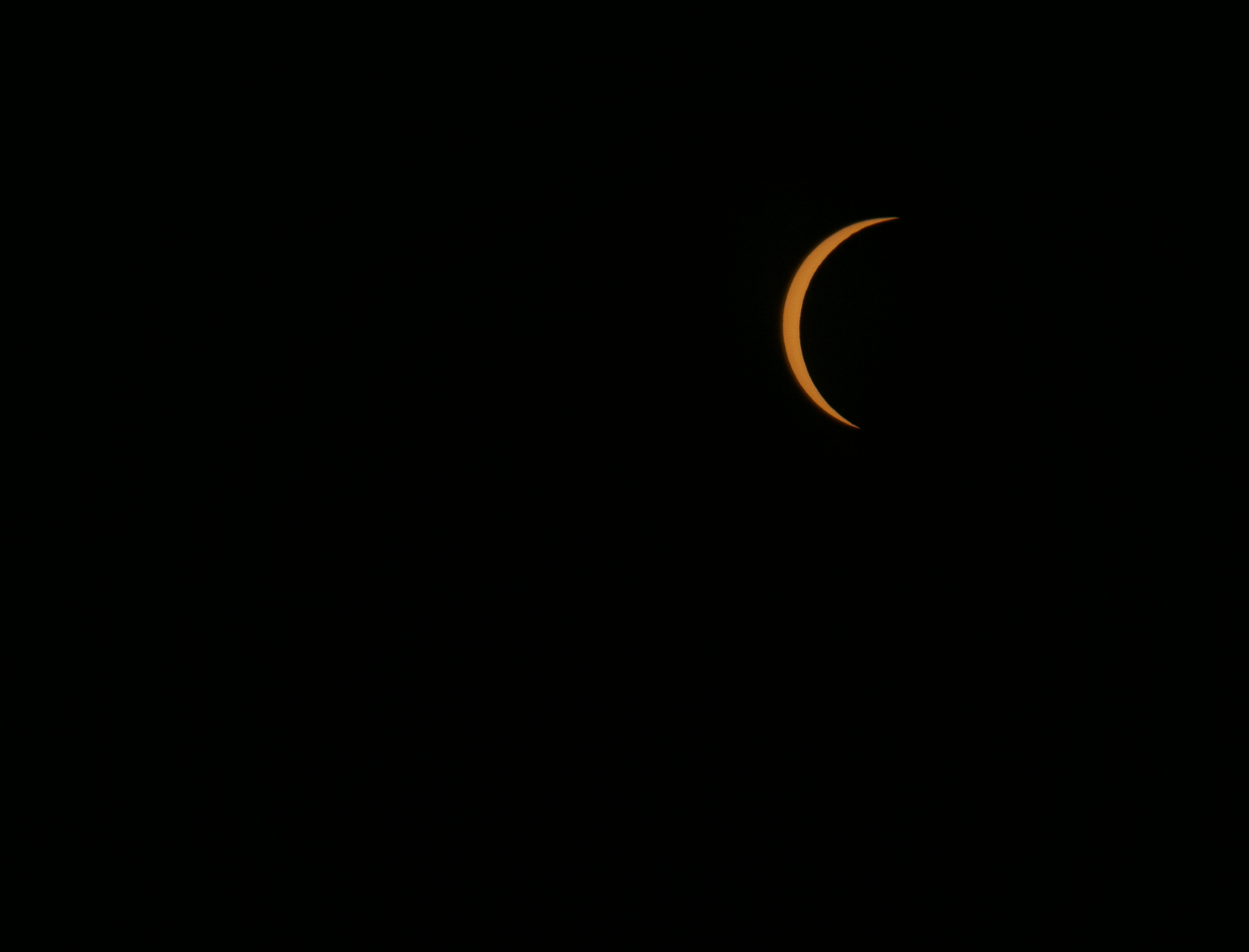
智利紐尼奧阿，20:41 UTC
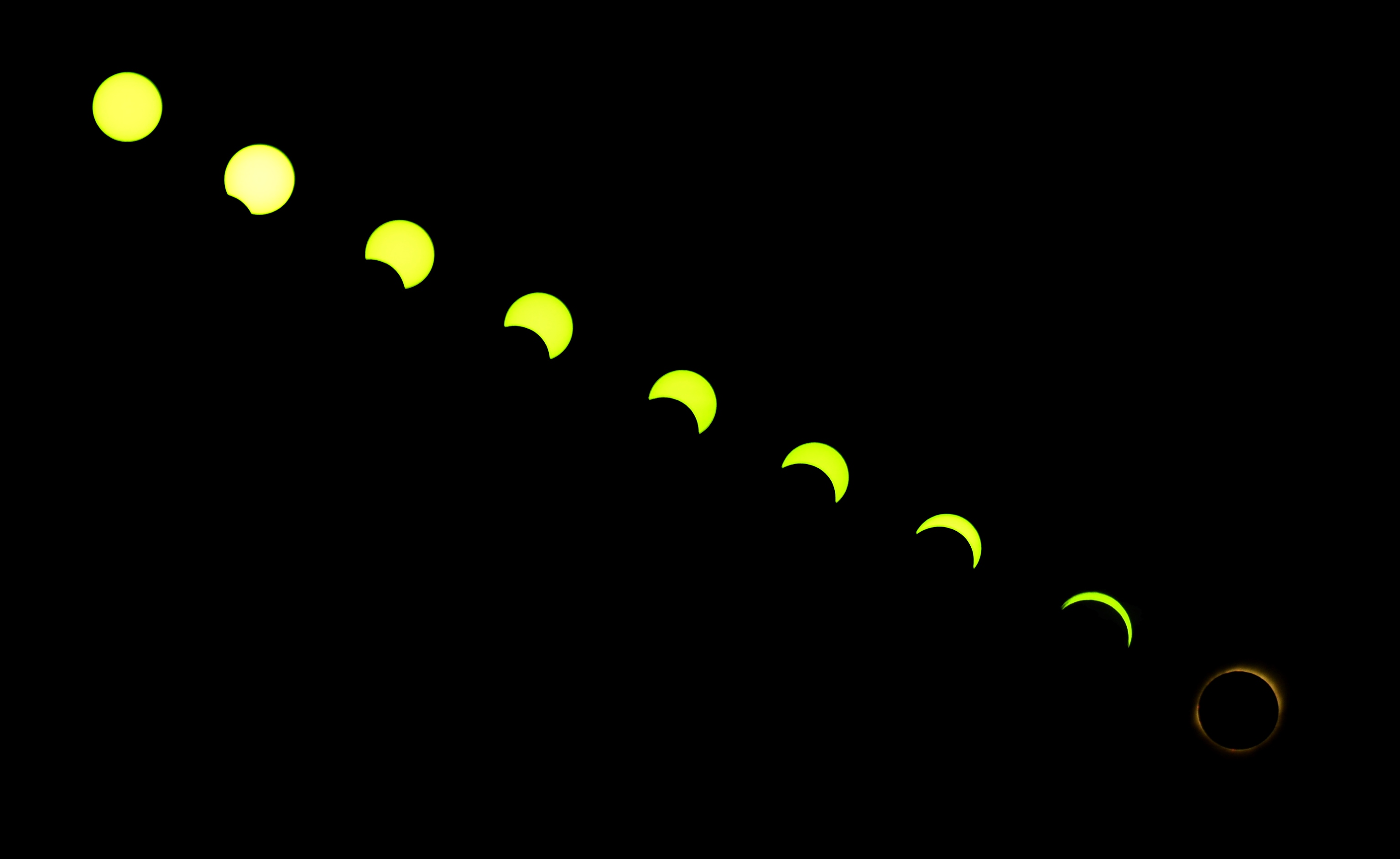
阿根廷馬科斯化雷斯的日食過程

## 相關的日食

### 2018-2021年的日食
月球交替位於相對的月球交點時，以半個交點年（食年），即約177天又4小時間隔出現下列日食。
註：2018年2月15日和2018年8月11日的日偏食屬於上一組交點年系列。
| 日食列表  |           |           |           |           |           |           |           |           |           |           |           |
| 1997-2000 | 2000-2003 | 2004-2007 | 2008-2011 | 2011-2014 | 2015-2018 | 2018-2021 | 2022-2025 | 2026-2029 | 2029-2032 | 2033-2036 | 2036-2039 |

| 升交點                   | 升交點                   |                            | 降交點                  | 降交點 |
| 沙羅周期                 | 地圖                     | 沙羅周期                   | 地圖                    |        |
| 117 澳洲墨爾本的日偏食   | 2018年7月13日 偏食（南） | 122 俄羅斯納霍德卡的日偏食 | 2019年1月6日 偏食（北） |        |
| 127 智利拉塞雷納的日全食 | 2019年7月2日 全食        | 132 斯里蘭卡賈夫納的日環食 | 2019年12月26日 環食     |        |
| 137 臺灣嘉義的日環食     | 2020年6月21日 環食       | 142                        | 2020年12月14日 全食     |        |
| 147                      | 2021年6月10日 環食       | 152                        | 2021年12月4日 全食      |        |

### 沙羅周期
沙羅週期長度為18年11天。本次日食屬於沙羅週期127，共包含82次日食，依次為991年10月10日至1334年5月4日的20次日偏食、1352年5月14日至2091年8月15日的42次日全食、2109年8月26日至2416年2月29日的20次日偏食，總共歷時1460.44年。其中最長的全食發生於1532年8月30日，共持續了5分40秒。
下表列舉了1901年至2100年間發生的屬於該周期的日食，是第52至62次：
| 52            | 53            | 54            |
| ------------- | ------------- | ------------- |
| 1911年4月28日 | 1929年5月9日  | 1947年5月20日 |
| 55            | 56            | 57            |
| 1965年5月30日 | 1983年6月11日 | 2001年6月21日 |
| 58            | 59            | 60            |
| 2019年7月2日  | 2037年7月13日 | 2055年7月24日 |
| 61            | 62            |               |
| 2073年8月3日  | 2091年8月15日 |               |

## 資料來源
1. ↑  樊忠玉. . 中国天文科普网.   [2018-01-23]. （原始内容存档于2014-09-17）.
2. 1 2  Fred Espenak. . NASA Eclipse Web Site.   [2018-01-23]. （原始内容存档于2016-11-18）.（英文）
3. ↑  Fred Espenak. . NASA Eclipse Web Site.   [2018-01-23]. （原始内容存档于2017-08-27）.（英文）
4. ↑  Xavier M. Jubier. .   [2018-01-23]. （原始内容存档于2018-01-24）.（法文）（英文）
5. ↑  Fred Espenak. . NASA Eclipse Web Site.   [2018-01-23]. （原始内容存档于2008-08-08）.（英文）
6. ↑  Fred Espenak. . NASA Eclipse Web Site.   [2018-01-23]. （原始内容存档于2017-02-08）.（英文）
7. ↑  Fred Espenak. . NASA Eclipse Web Site.（英文）

## 外部連結
- NASA日食專頁（页面存档备份，存于）（英文）
- 可見區域圖和時間統計：由弗雷德·埃斯佩纳克做出的日食預報，NASA/GSFC
  - Google互動地圖呈現的日食範圍
  - 貝塞爾元素
- Google地圖顯示的日全食和日偏食範圍（页面存档备份，存于）（法文）（英文）

| \| \| 日食 \|                            |                             |                                            |
| 上一次日食： 2019年1月6日日食 （日偏食） | 2019年7月2日日食 （日全食） | 下一次日食： 2019年12月26日日食 （日環食） |
| 上一次日全食： 2017年8月21日日食         | 2019年7月2日日食 （日全食） | 下一次日全食： 2020年12月14日日食          |
|                                          | 日食                        |                                            |